# Marie Auguste van Anhalt

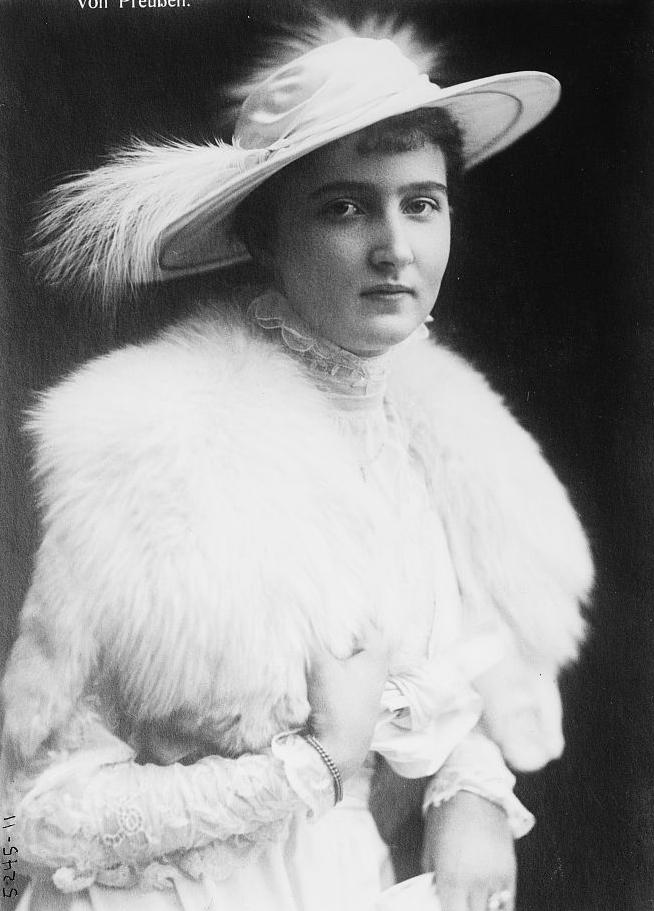
Prinses Marie Auguste van Anhalt

Marie Auguste Antoinette Frederique Alexandra Hilda Louise (Ballenstedt, Duitsland, 10 juni 1898 – Essen, Duitsland, 22 mei 1983), prinses van Anhalt, Prinses van Pruisen, was de dochter van Eduard van Anhalt en Louise van Saksen-Altenburg. 
Ze trouwde op 11 maart 1916 met prins Joachim van Pruisen, de jongste zoon van keizer Wilhelm II van Duitsland. Door haar huwelijk kreeg ze de titel "Prinses van Pruisen". Ze kregen één zoon: Karel Frans Jozef Wilhelm Friedrich Eduard (1916-1975), die trouwde met Henriëtte van Schönaich-Carolath, de dochter van keizer Wilhelms latere tweede echtgenote Hermine von Schönaich-Carolath. Het huwelijk van Marie en Joachim was erg ongelukkig en twee jaar na de troonsafstand van zijn vader pleegde Joachim zelfmoord. Marie hertrouwde op 27 september 1926 te Berlijn met baron Johan Michael van Loën. Ze scheidden echter weer op 18 april 1935. Marie adopteerde Hans Lichtenberg, later bekend als Frederick Prinz von Anhalt, de laatste echtgenoot van Zsa Zsa Gábor.
Ze stierf op 84-jarige leeftijd.